# Reichertella digitata
Reichertella digitata är en tvåvingeart som beskrevs av Cook 1971. Reichertella digitata ingår i släktet Reichertella och familjen dyngmyggor. Inga underarter finns listade i Catalogue of Life.